# Генриковы артикулы
Генриковы, Генриховы или Генрицианские артикулы (статьи) (пол. Artykuły henrykowskie, лат. Articuli Henriciani) — документ об ограничении королевской власти в Речи Посполитой, утверждённый сенатом и посольской избой, который на избирательном сейме 20 мая 1573 года подписал представитель новоизбранного короля Генриха де Валуа.
В 1572 году умер последний король из династии Ягеллонов — Сигизмунд II Август, и шляхта, возглавляемая Яном Замойским, добилась права участия в выборах нового короля. Избранный королём Польши французский принц Генрих де Валуа согласился принять ряд предложенных ему условий, известных как «Генриковы артикулы».
Отличие от избирательных капитуляций (pacta conventa), которые и прежде подписывали при вступлении на престол Ягеллоны, состоит в последовательном проведении принципа элекции (избранности, выборности), а не наследственности королевской власти. Генриковы артикулы окончательно кодифицировали систему «шляхетской демократии» и подтверждались всеми последующими монархами Речи Посполитой.
Генриковы артикулы ввели ограничения королевской власти:
- при монархе состояла постоянная сенатская рада (совет), состоявшая из 16 сенаторов;
- каждые два года монарх должен был созывать сейм для решения накопившихся вопросов;
- в случае нарушения привилегий шляхты со стороны монарха последняя имела право восстать против него (см. рокош);
- монарх обязан давать четвертую часть доходов из королевских земель на содержание постоянного войска (так как эта часть называлась «кварта», то и войско получило название «кварцяное войско»);
- монарх не мог без согласия сейма ни объявлять войну, ни заключать мир, ни созывать посполитое рушение (всеобщее феодальное ополчение);
- в сейме решения могли приниматься лишь при наличии единогласия всей посольской избы, представлявшей шляхту (согласно принципу liberum veto);
- шляхетские депутаты сейма — земские послы — в свою очередь должны были строго придерживаться в сейме инструкций, выработанных для них местными сеймиками.

С момента подписания артикулов в Речи Посполитой стала сводиться на нет традиция наследственности королевской власти. Уже через сто лет ни один сын успешного короля Яна Собеского не мог претендовать на наследование престола.